# Надгробный памятник Янке Купале
Надгробие Янки Купалы — памятник на Военном кладбище в Минске, установленный в 1971 году на могиле классика белорусской литературы Янки Купалы (1882—1942). Авторы памятника — скульпторы Анатолий Аникейчик, Андрей Заспицкий, архитектор Михаил Мызников.
Рядом похоронена жена поэта Владислава Луцевич.

## Описание
На фоне вертикальной стены высотой 4,1 м, сложенной из гранитных блоков, установлена бронзовая скульптурная фигура Янки Купалы, высота которой 3 м. Поэт изображен сидящим спиной к стене, руки опущены, на лице сосредоточенность, поэтический порыв. Трактовка мягкая, обобщенная, портретные черты детально проработаны.